# Atrichopogon monticola
Atrichopogon monticola är en tvåvingeart som beskrevs av Tokunaga 1940. Atrichopogon monticola ingår i släktet Atrichopogon och familjen svidknott.
Artens utbredningsområde är Taiwan. Inga underarter finns listade i Catalogue of Life.